# みろく自然公園
みろく自然公園（みろくしぜんこうえん）は香川県さぬき市大川町富田中に所在する公園である。正式名称「東さぬき自然休暇村みろく自然公園」である。

## 概要
- 香川県さぬき市大川地区の讃岐山脈の北側の麓に位置する公園である。[1]スポーツ施設・レジャー施設・宿泊施設などがある。[2][3]近隣施設に道の駅みろくがある。

### 由来
- 園内にあるみろく池の底から、みろく菩薩石像が出土したことから名付けられた[3]。

## 歴史
- 1978年（昭和53年） - 開園する[4]。

## 施設
野球場・ゲートボール場・テニスコート・キャンプ場などのスポーツ施設・多目的なレジャー施設がある。
- みろく荘
- サイクルモノレール
- テニスコート
- みろく広場
- ちびっこ砦
- 花木園 - 250種・1万6千株の花木がある[2]。
- ゆ～とぴあみろく温泉 - レストランを完備した宿泊施設である[2]。

## 祭事・催事
- 桜まつり - 毎年4月第1日曜日に開催される[1]。
- 納涼まつり - 毎年8月に開催され、ステージショー・花火大会が開催され、著名人によるステージイベントが開催させる。過去にはMEGUMI・ふじいあきら・FLIP-FLAPが来場した。[1][5] 。
- 史跡まつり[1]

## アクセス

### 公共交通機関
- JR四国高徳線讃岐津田駅下車して、タクシーで10分である。
- 高松駅より、長尾経由・高松、引田線でみろく自然公園前を下車して徒歩10分である。

### 自家用車
- 高松自動車道津田東インターチェンジより国道11号を高松方面へ2.5km行き、左折し、香川県道・徳島県道2号津田川島線を徳島県吉野川市川島町地区方面へ3.5km行く。